# Pierre-Louis Barassi
Pierre-Louis Barassi (Francia, 22 de abril de 1998) es un jugador profesional francés de rugby que se desempeña en la posición de centro exterior en Stade Toulousain, equipo perteneciente a la liga Top 14.

## Carrera
Barassi es un jugador de formación francesa (JIFF). Comenzó su carrera deportiva con el equipo Racing Club Narbonnais, en el cual jugó once temporadas (2005-2016), después pasó a Lyon Olympique (2016-2022), luego a Stade Toulousain, donde lleva jugando dos temporadas.